# جامعة نانجينغ
جامعة نانجينغ(بالإنجليزية: Nanjing University)‏ تقع جامعة نانجينغ في مدينة نانجينغ بمقاطعة جيانغسو جنوب شرقى الصين. تأسست عام 1902 سميت الجامعة بهذا الاسم نسبة إلى المدينة الواقعة بها الجامعة، احتلت جامعة نانجينغ المركز الثامن ضمن تصنيف بريكس والمركز الثالث والعشرين ضمن تصنيف آسيا للجامعات. يصل عدد طلاب الجامعة إلى حوالي 30,000 طالب. تحتوي على حرميين جامعيين وتصل مساحتها إلى ستمائة ألف فدان.